# Zatoka Półksiężyca
Zatoka Półksiężyca (ang. Halfmoon Cove) – mała zatoka u wybrzeży Wyspy Króla Jerzego między Przylądkiem Kormoranów a Przylądkiem Rakusy, część Zatoki Admiralicji.
Wzdłuż jej brzegów rozciąga się łąka Ogrody Jasnorzewskiego, bezpośrednio przylegająca do Polskiej Stacji Antarktycznej im. Henryka Arctowskiego. Nazwa pochodzi od kształtu zatoki, nadali ją amerykańscy ornitolodzy W. Trivelpiece i N. Volkman, goszczący na stacji Arctowski latem 1977/1978 roku.